# 李辉德
李辉德（？—？），清朝政治人物。举人出身。
李辉德曾于1849年接替陈嘉勋任娄县知县一职，1851年由邱宗恕接任。